# Black or White
Black or White è una canzone scritta, composta e interpretata dal cantante statunitense Michael Jackson, pubblicata l'11 novembre 1991 ed estratta come primo singolo dal suo ottavo album in studio, Dangerous.
Il singolo raggiunse la 1ª posizione in oltre 20 paesi e nella Billboard Hot 100, dove rimase per 7 settimane consecutive. È uno dei singoli più venduti di Jackson e ha ricevuto 3 dischi di platino dalla RIAA per vendite superiori ai 3 milioni di unità nei soli Stati Uniti.
Musicalmente la canzone è un mix di hard rock, dance e rap. Il videoclip del brano, per la regia di John Landis, che aveva già diretto per Jackson il video di Thriller, è certificato nel Guinness dei primati come il video con i più alti indici di ascolto nella storia della TV mondiale raggiungendo gli oltre 500 milioni di telespettatori il giorno della sua messa in onda.
Il testo della canzone denuncia il problema del razzismo, come anche alcune scene del videoclip ufficiale, i cui ultimi 4 minuti vennero censurati.
Il brano è stato nominato ai Grammy Awards 1993 nella categoria Miglior interpretazione vocale maschile, che non vinse, ma, alla stessa edizione dei Grammy, Jackson venne premiato col Grammy Legend Award. Nel 1993 il videoclip del brano vinse il premio come Miglior video musicale agli NAACP Image Awards.

## Descrizione

### Composizione

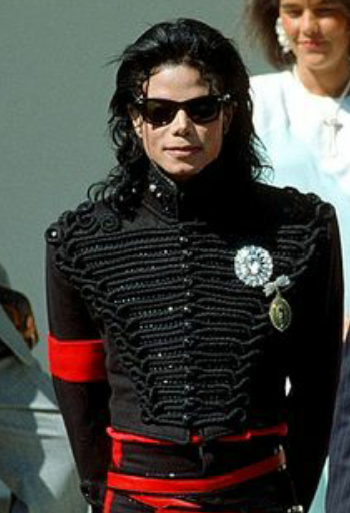
Jackson nel 1990, anno di registrazione di Black or White.

Scritta dallo stesso Michael Jackson, e prodotta da lui e da Bill Bottrell, a cui venne affidata anche la scrittura dell'intro e della parte rappata, musicalmente Black or White è un mix di hard rock, dance e rap, ma è fondamentalmente una canzone hard rock simile alla canzone Beat It, sempre di Jackson. Bottrell scelse una chitarra Gibson LG2 del 1940 per il riff che suonò lui stesso, mentre per anni venne erroneamente creditato per il riff il chitarrista Slash, che invece, come lui stesso ha dichiarato, vede la sua presenza nel pezzo solo nell'intro nella parte iniziale parlata durante la discussione tra padre (interpretato dallo stesso Bottrell) e figlio (l'attore Andres McKenzie).

### Il rap
Fu la prima canzone di Michael Jackson, pubblicata come singolo, a contenere al suo interno un intero verso rap, se non si calcola la poesia in stile gotico interpretata da Vincent Price in Thriller e da molti definita erroneamente "rap". Come dichiarato dal co-autore del pezzo, Bill Bottrell, l'idea del rap nacque perché la canzone aveva un grosso buco nel mezzo: dopo i primi giorni di lavoro su di essa, avevano il nucleo della canzone, le strofe, il ritornello, che Michael cantava molto presto nel pezzo, ma tutto quello che rimaneva era una grande sezione centrale.
L'idea del rap venne a Bottrell una mattina mentre era a casa, col testo ispirato dai temi che Jackson aveva trattato nelle sue parti della canzone. Bottrell registrò una versione del rap che intendeva usare come riempitivo temporaneo e la fece ascoltare a Jackson che l'ha subito adorata. Il piano iniziale di Bottrell era quello di avere un rapper reale per registrare la sua parte, e suggerì a Jackson di usare LL Cool J o Heavy D, che erano entrambi in studio a lavorare su altri brani per l'album. Jackson, tuttavia, ha insistito sul fatto che usassero la registrazione di Bottrell, qualcosa con cui il produttore non era del tutto a suo agio:
(Bill Bottrell, Vice.com)
Alla fine, Bottrell fu d'accordo, ma, ancora non del tutto a suo agio, decise di usare uno pseudonimo. Scelse lo pseudonimo "L.T.B." come riferimento alla serie TV Leave It to Beaver (in Italia Il carissimo Billy): 
(Bill Bottrell, Vice.com)
Dopo che la canzone vendette milioni di copie e trascorse sette settimane in cima alle classifiche statunitensi, il manager di Bottrell iniziò a ricevere chiamate che chiedevano al fantomatico L.T.B. di realizzare un album completo.

### Ispirazioni
Nel 2003, durante il documentario Living with Michael Jackson, Jackson ha rivelato di aver scritto il brano ispirandosi seduto sopra un ramo del suo "Giving Tree", un enorme albero del suo Neverland Ranch da sopra il quale Jackson traeva ispirazione; l'artista dichiarò che anche altre canzoni come Heal the World e Childhood furono composte ispirandosi da sopra quest'albero.

## Promozione

### Esibizioni dal vivo

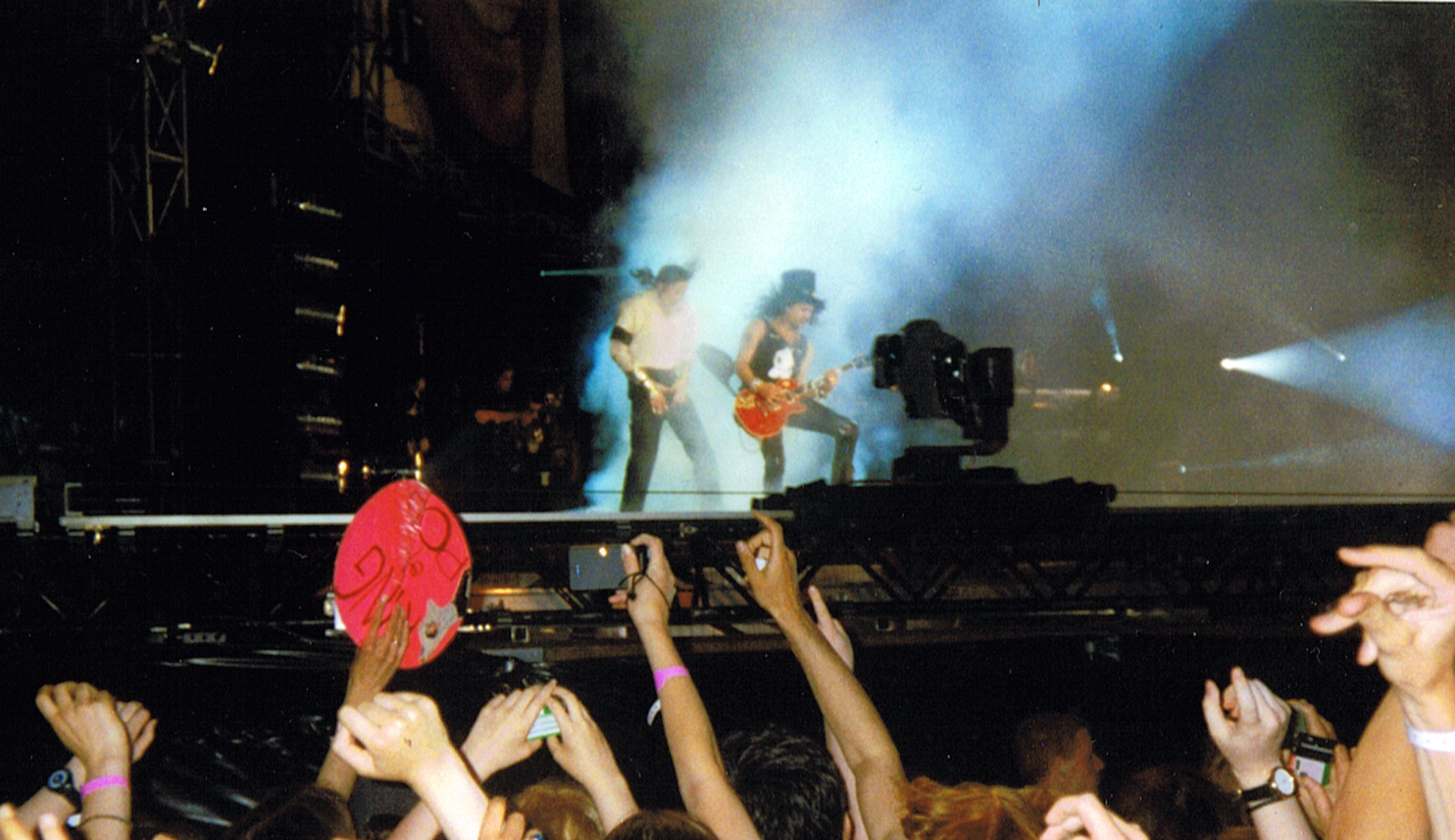
Michael Jackson e Slash mentre interpretano Black or White sul palco del Michael Jackson & Friends a Monaco di Baviera nel 1999.

Jackson interpretò il pezzo per la prima volta dal vivo il 27 novembre del 1991 al MTV 10th Anniversary Special, un concerto speciale per celebrare i 10 anni del canale musicale MTV, esibendosi con al fianco Slash alla chitarra. In seguito interpretò la canzone in altre performance speciali in TV come in un medley all'halftime show del Superbowl XXVII nel 1993 e agli MTV Video Music Awards 1995. La canzone fu interpretata dal vivo in tutti i concerti del Dangerous World Tour nel 1992/'93 e dell'HIStory World Tour nel 1996/'97. Nel 1999 la eseguì, in un medley, identico a quello degli MTV Awards 1995, nei due concerti Michael Jackson & Friends ancora una volta accompagnato da Slash, mentre nel 2001 venne anche cantata nei due concerti speciali Michael Jackson: 30th Anniversary Celebration per celebrare i 30 anni di carriera da solista di Michael Jackson tenutisi al Madison Square Garden a New York, in entrambi gli eventi nuovamente accompagnato da Slash. Nel 2002, al concerto A Night at the Apollo, fu l'ultima volta che Jackson eseguì la canzone davanti ad un pubblico dal vivo in una serata speciale all'Apollo Theater dove sul palco fu accompagnato da Dave Navarro alla chitarra. Jackson provò anche il pezzo per il residency show This Is It del 2009, che alla fine non ebbe mai luogo a causa della sua morte improvvisa avvenuta il 25 giugno dello stesso anno. Le immagini delle prove della canzone pubblicate in seguito nel film Michael Jackson's This Is It, risalenti al periodo maggio-giugno 2009, rappresentano l'ultima volta che Jackson ha interpretato questo pezzo su un palcoscenico.

## Video musicale

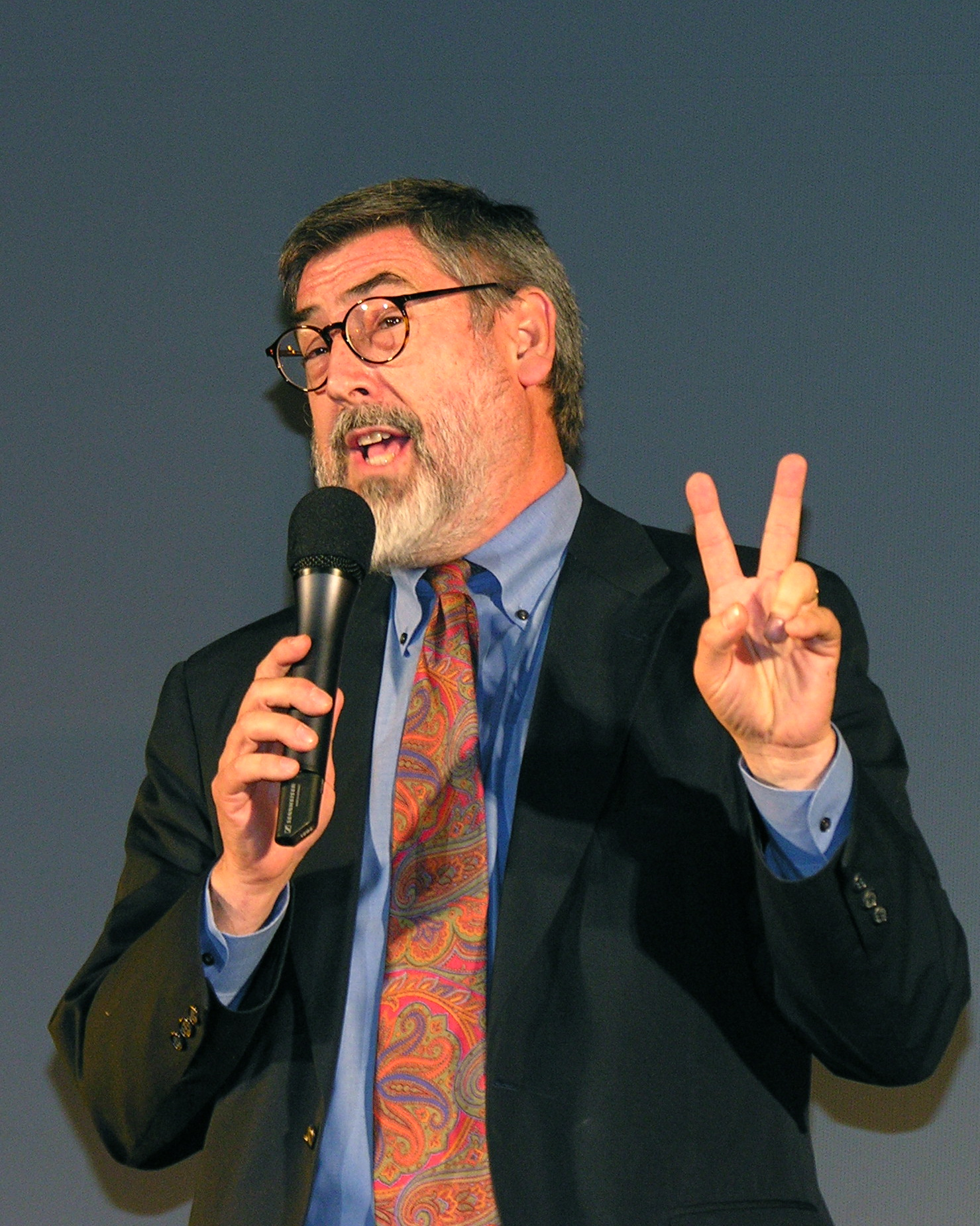
Il regista del video di Black or White, John Landis.

Per la direzione del videoclip, Michael Jackson si affidò ancora una volta al regista di Hollywood, John Landis, lo stesso regista che aveva scelto per il video di Thriller del 1983. Nel video appare evidente l'intento di predicare uguaglianza tra le etnie e unificare i popoli. Il video fu mandato in onda da tutte le principali reti musicali, e non, per la prima volta il 14 novembre del 1991, in collaborazione con 58 stati nel mondo, e registrò un record stimato in oltre 500.000.000 di telespettatori certificato dal Guinness dei primati come il "video con il maggior numero di telespettatori di sempre". Quando uscì, il video fu inoltre il più costoso della storia, con un costo di 4 milioni di dollari, battendo il record precedente appartenente al video di Bad dello stesso Jackson.  Questo record venne poi battuto nuovamente da Jackson nel 1995 col video di Scream, dal costo di 7 milioni di dollari, che rimane tuttora il video più costoso della storia. La rivista Rolling Stone ha classificato il videoclip di Black or White alla 52ª posizione nella classifica dei 100 migliori video di sempre, mentre VH1 lo ha inserito al 38º posto della sua classifica. Nel 1993 vinse il premio come Best Music Video agli NAACP Image Awards.

### Trama

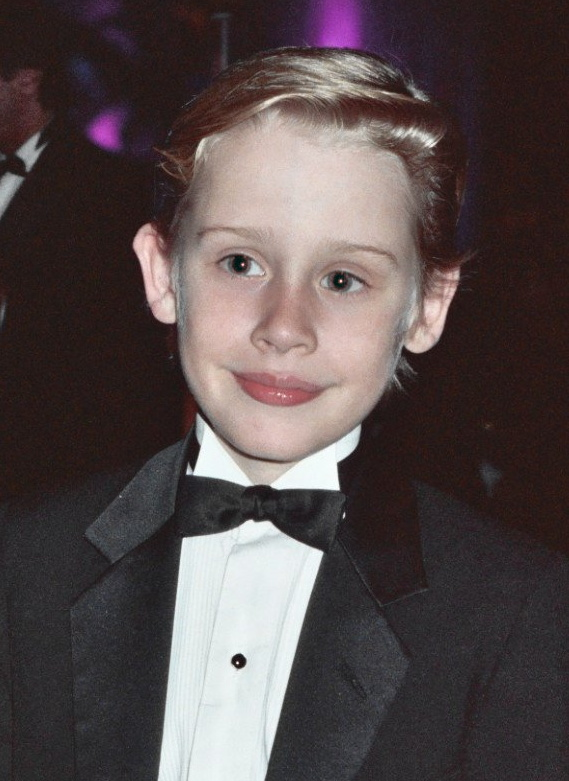
L'attore Macaulay Culkin qui ritratto proprio nel 1991, anno di uscita del video di Black or White.

Il video ha inizio in un'anonima cittadina statunitense in un quartiere bianco di periferia, dove da un'abitazione si sentono i riff di chitarra che prorompono dallo stereo di un giovanissimo fan di Jackson (interpretato da Macaulay Culkin) che deve vedersela con il padre (interpretato da George Wendt) sdegnato da quel baccano. Come nell'intro originale della canzone, l'uomo chiede al figlio di abbassare la musica e, avendone incassato un rifiuto, irrompe nella stanza sgridandolo per poi sbattere la porta dietro di sé facendo cadere un poster incorniciato di Jackson (ritratto in una posa durante l'esibizione di Beat It in una delle tappe del Bad World Tour) e infrangendone il vetro. Il ragazzo, sceso al piano di sotto dove il padre sta guardando una partita di baseball e la madre è intenta a leggere una rivista scandalistica, trova modo di rispondergli collegando la propria chitarra elettrica ad un gigantesco amplificatore che mette al massimo volume. Al primo accordo eseguito, il padre, seduto su una poltrona, vola letteralmente fuori dal soffitto e, dopo essere passato davanti alla Luna (in un'evidente citazione del film E.T. l'extra-terrestre), piomba in un deserto africano, circondato dai leoni. Qui vede Michael Jackson che comincia a ballare insieme a ballerini vestiti come Zulu mentre canta le prime strofe della canzone. Nelle sequenze successive si avvicendano danzatrici indonesiane, nativi americani in una sorta di scenario western, un gruppo di cosacchi e una sensuale odalisca. La prima parte del video si conclude con Jackson che canta dall'osservatorio in cima alla torcia della Statua della Libertà, in una cornice con altri monumenti storici, dopodiché si ha un susseguirsi continuo di persone di tutte le etnie che cantano le ultime strofe della canzone. Segue una scena ambientata nello studio di registrazione, dove l'ultima delle persone ha appena finito di cantare; in esso entra una pantera nera, ma nessuno la nota perché essa raggiunge subito le scale che portano all'uscita. Una volta giunto in strada, il felino si trasforma in Michael Jackson: dopo aver recuperato il suo famoso cappello fedora, egli inizia a danzare da solo in una strada notturna deserta, senza base musicale, accompagnato solo dai suoi beat box e dal ritmo dei suoi mocassini. In una sequenza successiva, distrugge una macchina e alcune vetrate su cui, in una versione del 1993 del video, sono anche presenti simbologie e scritte razziste. Dopodiché si lancia in una lunga piroetta per poi atterrare sulle ginocchia sopra ad una pozzanghera e facendone schizzare tutta l'acqua, distrugge un'insegna luminosa, per poi trasformarsi di nuovo in una pantera.
La chiusura del video, sempre nella versione del 1993, è affidata ad un cameo dei personaggi de I Simpson, Homer e Bart, dove, riprendendo l'intro originale del video, il padre chiede al figlio di "spegnere quella cosa", riferito al video di Jackson in TV; al rifiuto di Bart, Homer gli strappa il telecomando di mano e spegne la TV. Appare quindi un primo piano di Jackson, seguito dalla scritta Prejudice Is Ignorance (Pregiudizio vuol dire Ignoranza) che compendia il significato radicale del testo e del video e che si riferisce anche alle critiche scaturite in seguito da queste ultime scene.

### Gli effetti speciali

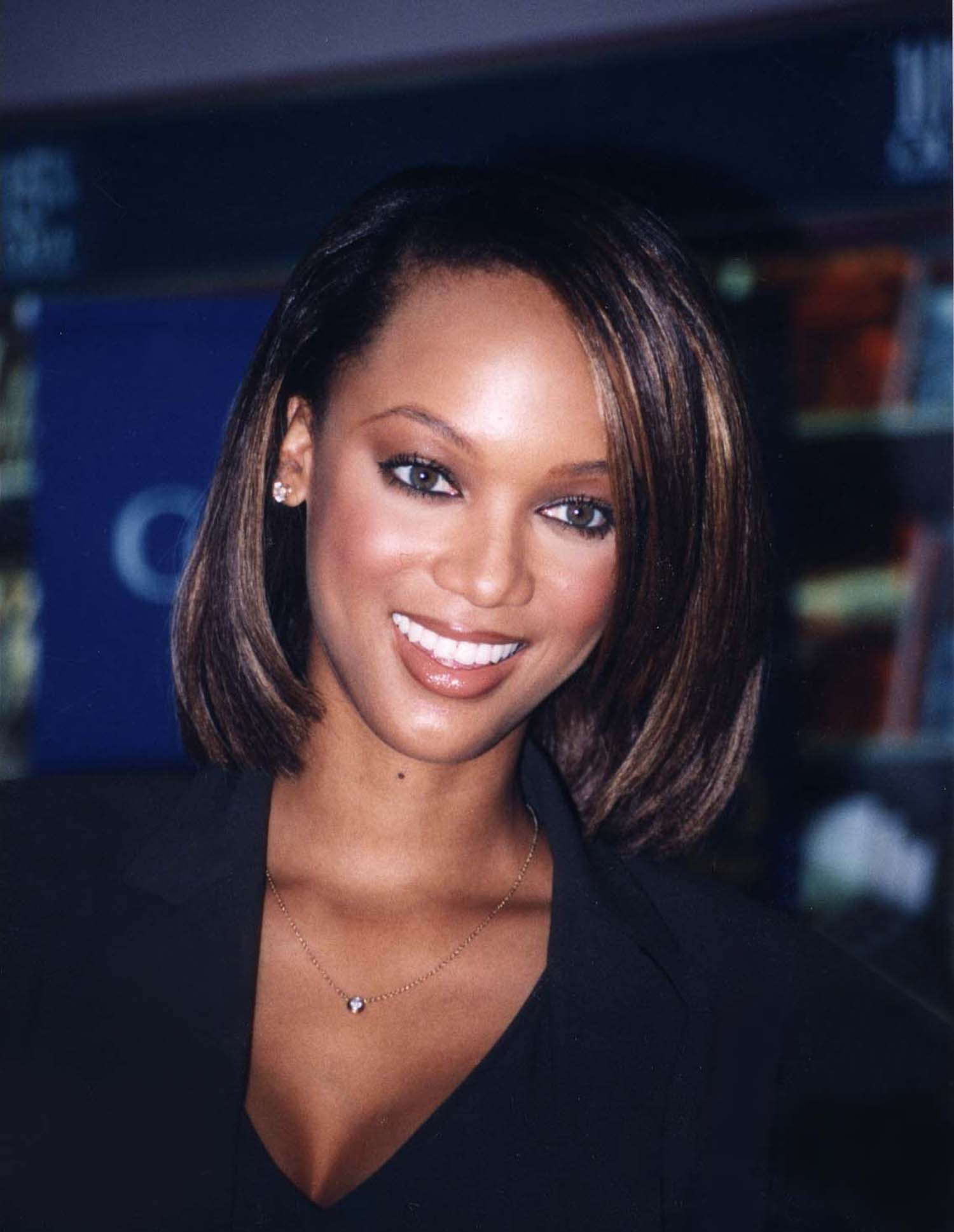
L'attrice e modella Tyra Banks, allora semisconosciuta, fa un cameo nel video.

Nel video, tra i vari effetti speciali, venne usata anche l'innovativa, per l'epoca, tecnica del morphing, per esempio nella parte dove i personaggi di varie etnie a mezzobusto (tra cui un'allora sconosciuta Tyra Banks) pronunciano la frase "is black, is white", e anche nella trasformazione finale di Jackson in una pantera nera e viceversa. Prima di allora questo effetto si era potuto vedere solo al cinema in film come Terminator 2 ed era la prima volta che un effetto del genere veniva utilizzato per un videoclip.

### Controversie
Il video ha riscontrato degli iniziali pareri positivi ma, gli ultimi 4 minuti, furono oggetto di critiche e censura. L'atteggiamento assunto da Jackson negli ultimi minuti del video fu giudicato dalla critica come "un'istigazione alla violenza e alla devastazione". Conseguentemente, i critici hanno sferzato il video insinuando la presenza di un esplicito "atteggiamento sessuale", critica che discende dal fatto che il cantante, in quegli ultimi 4 minuti, fa scivolare varie volte le dita sul basso ventre, mossa in realtà utilizzata dall'artista già in molte esibizioni dal vivo e in altri videoclip, come in quello di Bad. Secondo alcuni, questa sembrò una censura scaturita da un eccessivo puritanismo attribuibile alla mentalità negli Stati Uniti dell'epoca. Sebbene non vi siano elementi che lo attestino, se si pondera sul significato del video e della canzone, la scelta della pantera nera apparirebbe come un riferimento all'organizzazione rivoluzionaria afroamericana Pantere Nere.
Per compenetrare le reali motivazioni che hanno indotto la censura, però, è necessario contestualizzare il videoclip nella sua realtà storica. Nella cronaca dei primissimi anni novanta si può osservare, soprattutto a Los Angeles, un affluire di rivolte ad opera degli afroamericani che vedevano violati i propri diritti civili da parte degli agenti locali. Accrescevano, infatti, gli episodi di abuso di potere e di violenza della polizia, inequivocabilmente legati al razzismo. Gli ultimi 4 minuti del video di Black or White vengono accusati proprio di aver generato una di queste rivolte, quantunque la causa della rivolta in questione fosse più probabilmente da attribuire alla polizia che aveva sparato a un ragazzo di colore senza una valida motivazione. Tuttavia, il video, nel clima del periodo, poteva realmente incoraggiare gli oppressi a ribellarsi ai soprusi subiti dalle autorità e, sapendo quanto esiziali siano le rivolte per il governo, in quanto ne minano la reputazione, la credibilità e l'autorità, l'immediata censura era inevitabile. Per questo motivo, nella versione uscita in home video nella VHS Dangerous - The Short Films nel 1993, vennero aggiunte in post-produzione le scritte razziste sui vetri che Jackson infrange, che prima non erano presenti nella versione mandata in onda in tutto il mondo nel 1991.

### Pubblicazione
Il video del brano venne pubblicato in varie compilation video di Jackson a partire da Dangerous - The Short Films del 1993 (in VHS, LaserDisc e VCD nel 1993 e, tra la fine degli anni '90 e primi anni 2000, anche in DVD), dove venne pubblicato nella versione completa con l'aggiunta di alcuni graffiti nel finale, aggiunti in post produzione, e accompagnato da un making of. Nel 1995 venne ripubblicato nella raccolta video Video Greatest Hits - HIStory, in versione normale nella VHS e in "versione 1993" nel DVD uscito negli anni seguenti. Nel 2003 venne pubblicato per la prima volta in versione breve (senza i minuti finali) nella compilation video su DVD Number Ones. Nel 2006 venne pubblicato in versione lunga su DualDisc nel box set Visionary: The Video Singles. Infine, nel 2010, il video è stato pubblicato per la prima volta nella sua versione originale (senza i graffiti) in versione rimasterizzata nel cofanetto Michael Jackson's Vision.

### Parodie
- I Genesis parodiarono l'intermezzo finale della pantera nera nel video di I Can't Dance, in cui Phil Collins, all'epoca amico di Jackson[40], imita il ballo con alcuni segmenti di suoni provenienti proprio dal video originale.[41]

- Gli Alien Ant Farm nel 2001 parodiarono alcune scene del video di Black or White nel loro video della cover della canzone di Jackson, Smooth Criminal, come la scena in cui il cantante principale sale sopra ad un'automobile facendone esplodere i finestrini.[42]

## Tracce

### Edizione originale (1991)
Vinile 7" e CD
1. Black or White (Single Version) – 3:22
2. Black or White (Instrumental) – 3:22

CD maxi
1. Black or White (Single Version) – 3:22
2. Black or White (Instrumental) – 3:22
3. Smooth Criminal – 4:16

The Clivillés & Cole Remixes
1. Black or White (The Clivillés & Cole House/Club Mix) – 7:36
2. Black or White (The Clivillés & Cole House/Dub Mix) – 6:34
3. Black or White (The Underground Club Mix) – 7:29
4. Black or White (The Clivillés & Cole House with Guitar Radio Mix) – 3:53
5. Black or White (Tribal Beats) – 3:38

Vinile 12"
1. Black or White (The Clivilles & Cole House/Club Mix) – 7:36
2. Black or White (The Clivilles & Cole House/Dub Mix) – 6:34
3. Black or White (The Clivillés & Cole House with Guitar Radio Mix) – 3:53
4. Black or White (Single Version) – 3:22
5. Black or White (Instrumental) – 3:22
6. Black or White (Tribal Beats) – 3:38

### The Visionary Single(2006)
1. Black or White (Single Version) – 3:22
2. Black or White (The Clivillés & Cole House with Guitar Radio Mix) – 3:50
3. Black or White (Videoclip) – 11:00

### Versioni ufficiali
1. Black or White (Album Version) – 4:15
2. Black or White (Single Version) – 3:22
3. Black or White (Instrumental) – 3:22
4. Black or White (The Clivillés & Cole House/Club Mix) – 7:36
5. Black or White (The Clivillés & Cole House/Dub Mix) – 6:34
6. Black or White (The Underground Club Mix) – 7:29
7. Black or White (The Clivillés & Cole House with Guitar Radio Mix) – 3:50
8. Black or White (Tribal Beats) – 3:38
9. Black or White (Videoclip, Original Version) (versione originale come mostrata in TV nel 1991, senza i graffiti su automobile, porte e vetrine nella parte finale. Inclusa nel DVD Video Greatest Hits - HIStory e nel triplo DVD Michael Jackson's Vision) – 11:00
10. Black or White (Videoclip, Graffiti Version) (versione con i graffiti aggiunti digitalmente. Inclusa nel DVD Dangerous - The Short Films) – 11:06
11. Black or White (Videoclip, Short Version) (versione senza segmento finale. Inclusa nella raccolta DVD Number Ones) – 6:23

## Formazione
- Michael Jackson - compositore, voce principale, cori
- Bill Bottrell - produttore, ingegnere del suono, programmatore tastiere e batteria, riff di chitarra e rap (sotto lo pseudonimo L.T.B)
- Tim Pierce- chitarra solista
- Brad Buxer - programmatore testiere e batteria
- Bryan Loren - basso moog
- Terry Jackson - basso elettrico
- Jasun Martz - tastiere
- Michael Boddicker e Kevin Gilbert - sequencer
- Teddy Riley - programmatore batteria

## Successo commerciale
Black or White fu il singolo trainante dell'album Dangerous. Dopo poco tempo dalla sua pubblicazione, il singolo vendette oltre 1 milione di copie, ricevendo la certificazione di platino negli Stati Uniti. Inoltre, raggiunse la prima posizione in una ventina di nazioni tra cui Stati Uniti, Regno Unito, Francia, Italia, Australia, Norvegia, Svezia, Belgio, Canada, Irlanda, Spagna, Svizzera e Nuova Zelanda. Negli Stati Uniti rimase al vertice per 7 settimane consecutive, in Italia per 8 settimane e nella classifica europea per 10 settimane. Il singolo risulta il più venduto nell'inverno 1991 negli Stati Uniti, nel Regno Unito e in Germania. È stata inoltre la canzone straniera più venduta dell'anno in Italia. Nel 1992, il singolo fu ripubblicato in una versione remixata, chiamata Black or White Clivillés & Cole Remixes affiancata al video originale. Nel 1992 venne premiato con un premio speciale Billboard Award, per essere il singolo più venduto al mondo in quell'anno, assieme all'album Dangerous, che risultava invece essere l'album più venduto. Il brano è stato nominato ai Grammy Awards del 1993 nella categoria Miglior interpretazione vocale maschile, che però non si è aggiudicato. Nel 2006 il singolo è stato ripubblicato e inserito nella raccolta Visionary: The Video Singles; malgrado fossero passati ben 15 anni dalla sua prima pubblicazione, riuscì a raggiungere la posizione n.2 in Spagna e la n.18 nel Regno Unito. Nel 2009, dopo la morte di Michael Jackson, i suoi album e singoli hanno incrementato esponenzialmente le vendite e di conseguenza anche Black or White è rientrato nelle classifiche di tutto il mondo. Nel 2022 la RIAA ha certificato il singolo 3 volte disco di platino per vendite superiori alle 3 milioni di unità nei soli Stati Uniti. Ad oggi rimane uno dei singoli più famosi e di maggior successo commerciale di Jackson, con vendite superiori ai 5 milioni di copie nel mondo.

## Classifiche

### Classifiche settimanali
| Classifica (1991/92)           | Posizione massima |
| ------------------------------ | ----------------- |
| Australia                      | 1                 |
| Austria                        | 2                 |
| Belgio (Fiandre)               | 1                 |
| Canada                         | 1                 |
| Danimarca                      | 1                 |
| Europa                         | 1                 |
| Finlandia                      | 1                 |
| Francia                        | 1                 |
| Germania                       | 2                 |
| Grecia                         | 1                 |
| Irlanda                        | 1                 |
| Italia                         | 1                 |
| Norvegia                       | 1                 |
| Nuova Zelanda                  | 1                 |
| Paesi Bassi                    | 2                 |
| Portogallo                     | 3                 |
| Regno Unito                    | 1                 |
| Spagna                         | 1                 |
| Stati Uniti                    | 1                 |
| Stati Uniti (dance club)       | 2                 |
| Stati Uniti (dance/electronic) | 1                 |
| Stati Uniti (R&B)              | 3                 |
| Svezia                         | 1                 |
| Svizzera                       | 1                 |
| Classifica (2006)              | Posizione massima |
| Francia                        | 64                |
| Irlanda                        | 22                |
| Paesi Bassi                    | 24                |
| Regno Unito                    | 18                |
| Spagna                         | 2                 |
| Classifica (2009)              | Posizione massima |
| Australia                      | 6                 |
| Austria                        | 17                |
| Danimarca                      | 22                |
| Europa                         | 25                |
| Europa (digital)               | 14                |
| Germania                       | 31                |
| Italia                         | 7                 |
| Norvegia                       | 18                |
| Nuova Zelanda                  | 16                |
| Paesi Bassi                    | 21                |
| Regno Unito                    | 25                |
| Spagna                         | 22                |
| Stati Uniti (digital)          | 13                |
| Svezia                         | 11                |
| Svizzera                       | 7                 |

### Classifiche di fine anno
| Classifica (1991) | Posizione |
| ----------------- | --------- |
| Australia         | 34        |
| Italia            | 3         |
| Nuova Zelanda     | 19        |
| Paesi Bassi       | 68        |
| Regno Unito       | 13        |
| Classifica (1992) | Posizione |
| Austria           | 23        |
| Belgio (Fiandre)  | 58        |
| Germania          | 12        |
| Stati Uniti       | 14        |
| Svizzera          | 14        |

### Classifiche di fine decennio
| Classifica (1990-99) | Posizione |
| -------------------- | --------- |
| Stati Uniti          | 39        |